# Reskrypt

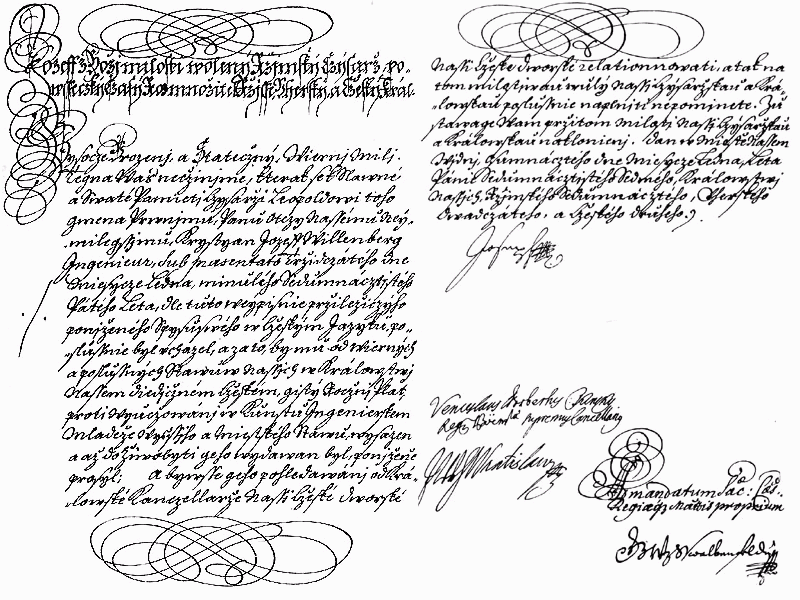
Reskrypt cesarza Józefa I

Reskrypt (łac. rescriptum – odpowiedź pisemna) – w prawie rzymskim akt normatywny wychodzący z kancelarii cesarskiej (jeden z rodzajów cesarskich rozporządzeń zwanych constitutiones), będącym odpowiedzią cesarza na zapytania urzędników, sędziów lub osób prywatnych w kwestiach prawnych. Po skodyfikowaniu edyktu pretorskiego cesarz stał się viva vox iuris civilis (żywym głosem prawa cywilnego), a poprzez reskrypty dokonywał autentycznej interpretacji obowiązującego prawa. Odpowiedzi te były często elementem kształtującym nową praktykę sądową, jak np. reskrypt Hadriana o zasadach oceny zeznań świadków w procesie rzymskim. Podobnie poprzez reskrypt Antoninus Pius zapewnił bezwzględną ochronę osobom powołanym do dziedziczenia na podstawie testamentu prawa pretorskiego, zaś Marek Aureliusz zapoczątkował nowy etap w rozwoju kompensacji.
Obecnie reskrypt to jedno ze źródeł prawa kanonicznego. Wydaje go organ wykonawczy władzy kościelnej. Na jego podstawie udziela się przywileju lub dyspensy.